# Berta degli Obertenghi (regina d'Italia)
Berta degli Obertenghi (... – 14 maggio 1015) è stata una nobile italiana.

## Biografia
Berta era la moglie di Arduino d'Ivrea. Fu così margravia di Ivrea e regina consorte d'Italia (1002-1014).
La sua genitorialità è sconosciuta, spesso viene identificata erroneamente con Berta di Milano. Altri studiosi suggeriscono che Berta potrebbe essere stata la figlia di Uberto di Toscana o di Amedeo (figlio di Anscario II).
Berta intervenne in otto diplomi reali di Arduino, in cui veniva spesso chiamata consors regni (consorte reale). Morì il 14 maggio, morte registrata dall'obituario dell'abbazia di Saint-Bénigne di Digione per volere dell'abate Guglielmo da Volpiano.

## Discendenza
Con Arduino, Berta ebbe tre figli:
- Arduino II (detto anche Ardicino);
- Ottone;
- Guiberto.